# معدن فرهاد داش
معدن فرهاد داش مربوط به هزاره اول قبل از میلاد است و در شهرستان بهار، بخش صالح آباد، دهستان صالح آباد، روستای داش بلاغ، کوه فرهاد داش واقع شده و این اثر در تاریخ ۱۵ دی ۱۳۸۷ با شمارهٔ ثبت ۲۴۳۱۸ به‌عنوان یکی از آثار ملی ایران به ثبت رسیده است.